# Борис Лавреньов
Борис Андреевич Лавреньов (на руски: Бори́с Андре́евич Лавренёв), истинска фамилия Сергеев, е руски съветски писател.

## Биография
Лавреньов е роден на 4 юли 1891 г. в Херсон, Украйна, в семейство на учител по литература. Учи в юридическия факултет на Московския университет (1905 – 1911). Още там започва да пише стихове.
Участва в Първата световна война и в Гражданската война в Русия. По време на Втората световна война е военен кореспондент.
Той е сред основателите на жанра героично-революционна драма. Автор е на разкази и повести за гражданската война, стихове и др.
Носител на Държавната награда на СССР през 1946 и 1950 г. Умира в Москва на 7 януари 1959 г. Погребан е в московски гробища.

## Творчество
- „Вятърът“ – повест, 1924 г.
- „Звезден цвят“ – повест, 1924 г.
- „История за простите неща“ – повест, 1924 г.
- „Четиридесет и първият“ – повест, 1924 г.
- „Седмият спътник“ – повест, 1927 г.
- „Гравюра на дърво“ – повест, 1924 г.
- „Разлом“ – пиеса, 1928 г.
- „Песента на Черноморския флот“ – пиеса, 1943 г.
- „За тези, които са в морето“ – пиеса, 1945 г.
- „Гласът на Америка“ – пиеса, 1949 г.
- „Лермонтов“ – пиеса, 1953 г.